# Camino Real de Tierra Adentro
Camino Real de Tierra Adentro (šp. za „Kraljevski put unutarnje zemlje”), poznat i kao Put srebra (Camino de La Plata) je 2.560 km dug stari trgovački put koji je od 1598. do 1882. godine spajao Ciudad de Mexico i San Juan Pueblo (Novi Meksiko, SAD). 646 km sjevernog dijela puta, koji je u SAD-u, je od 13. listopada 2000. godine zaštićen kao Nacionalni povijesni put pod upravom Državnog ureda nacionalnih parkova i pomoći udruge El Camino Real de Tierra Adentro Trail Assoc. (CARTA).
Južni dio ovog puta, dug 1.400 km od Ciudada de Mexica do SAD-a, zajedno sa svojih 59 spomenika, je upisan na UNESCO-ov popis mjesta svjetske baštine u Sjevernoj Americi 2010. godine kao „300 godina upotrebljavan put kojim se prenosilo srebro iz Zacatecasa, Guanajuata i San Luis Potosíja, te živa uvezena iz Europe, pri čemu su stvorene društvene, kulturne i vjerske veze između Španjolaca i američkih indijanaca”.

## Povijest
Put je neslužbeno korišten za trgovinu među indijanskim plemenima još od najranijih vremena. Službenim trgovačkim putom je postao tek 1598. godine kada je konkvistador Don Juan de Oñate slijedio trag vodeće skupine doseljenika u doba španjolskih osvajanja. Putovanje njime, u karavani kola i pješice, je trajalo oko 6 mjeseci, uključujući 2-3 tjedna odmora tijekom putovanja. Prema dnevnicima koje su vodi doseljenici, često su se lovile lokalne životinje uz stazu, kako bi se nadopunila hrana koju bi ponijeli sa sobom. Put je uvelike poboljšao trgovinu između španjolskih multietničkih naselja, u kojima su se spojila europska i indijanska umjetnost, i pomogao je španjolskim osvajačima u širenju kršćanstva diljem osvojene zemlje.
Put je procvao kada je otkriveno srebro u njegovoj blizini, nakon čega su osnovani brzorastući gradovi kao npr. Zacatecas i San Luis Potosí u 17. stoljeću. Pored njih su nastale brojne postaje na putu u obliku utvrda ili španjolskih rančeva (haciendas). 
Put je doživio još dva procvata, na kraju 18. i sredinom 19. stoljeća, tijekom čega se novcem od trgovine obnavljaju mnoge adobe crkve u kamenu i grade se kameni mostovi preko rijeka i potoka, te se prošireuju hacijende i grade javno-društvene zgrade u naseljima i gradovima.
Put je korišten do 1882. godine kada ga zamjenjuje željeznica. Na kraju, željeznica je zamijenila utabane staze i tijekom vremena su njegovi tragovi i uopće dokazi njegova postojanja potpuno izblijedili iz pamćenja.
- Neke znamenitosti na Camino Real de Tierra Adentro
- 1. Ciudad de Mexico
- 6. Most Tlautla, Santiago Tlautla, Hidalgo
- 6. Hacienda de San Blas, Pabellón de Hidalgo
- 10. Povijesno središte grada Santiago de Querétaro, Querétaro
- 12. Stari kraljevski hospicij San Juan de Dios, San Miguel de Allende, Guanajuato
- 17. Kolonijalni most, Lagos de Moreno, Jalisco
- 19. Most Ojuelos de Jalisco
- 31. Crkva sv. Franje, Sombrerete, Zacatecas

## Vanjske poveznice
- Sea of Cortez Expedition and Education Project
- Desert Museum
- CEDO Intercultural